# Smyley Island
Smyley Island – pokryta lodem, antarktyczna wyspa na Morzu Bellingshausena.

## Opis
Wyspa położona jest na Morzu Bellingshausena, pomiędzy Carroll Inlet a Stange Sound, w południowej części cieśniny Ronne Entrance na północny wschód od półwyspu Rydberg Peninsula na Ziemi Ellswortha. Ma 68 km długości, a jej szerokość waha się od 14 do 38 km. Wyspa jest w całości pokryta lodem, nie jest zamieszkana.
Otoczona jest prawie w całości przez lodowiec szelfowy, przez co powstaje mylne wrażenie, że wyspa połączona jest z Ziemią Ellswortha. Struktura ta została dostrzeżona z samolotu przez pracowników United States Antarctic Service (USAS) w grudniu 1940 roku, którzy nie rozpoznali w niej wyspy. Rozciągający się na północ od wyspy lodowiec szelfowy nazwano początkowo „Cape Ashley Snow”, a później „Cape Smyley” na cześć Williama Hortona Smyleya, amerykańskiego kapitana statku Ohio do polowań na foki w latach 1841–1842. W 1842 roku Smyley odnalazł termometr pozostawiony w Pendulum Cove na Deception Island przez kapitana Henry’ego Fostera. Nazwa „Cape Smyley” została później wycofana, a dla wyspy przyjęto nazwę „Smyley Island”.
Na podstawie zdjęć satelitarnych z 2009 roku stwierdzono, że na północnym krańcu wyspy znajduje się kolonia pingwinów cesarskich licząca ponad 6000 osobników. Na tej podstawie BirdLife International uznaje tu obszar 497 ha za ostoję ptaków IBA (ANT204: Scorseby Head, Smyley Island). 